# Pro Evolution Soccer 6
 (juillet 2017).
Si vous disposez d'ouvrages ou d'articles de référence ou si vous connaissez des sites web de qualité traitant du thème abordé ici, merci de compléter l'article en donnant les références utiles à sa vérifiabilité et en les liant à la section « Notes et références ».
Pro Evolution Soccer 6 (Winning Eleven 10, abrégé PES 6) est un jeu vidéo de football qui est sorti en 2006 sur les consoles PlayStation 2, Nintendo DS, Xbox 360, PSP ainsi que sur PC.
Il fait partie de la série Pro Evolution Soccer adaptée de Winning Eleven (Version japonaise du jeu).

## Système de jeu

### Nouveautés
- Licences pour les clubs du championnat de France de football
- Disparition du championnat d'Allemagne (seul le Bayern Munich apparaît sous licence)
- Possibilité de jouer des qualifications pour la coupe du monde de football et l'Euro. Néanmoins, le principe n'est pas le même que dans la réalité.
- Ligue des Masters remaniée.
- L'apparition d'un championnat virtuel de 18 équipes.
- Licences des équipes nationales (France, République tchèque, Angleterre, Italie, Pays-Bas, Espagne, Suède et Argentine)
- Nouvelles licences de clubs (Benfica Lisbonne, FC Porto, Dynamo Kiev, Celtic Glasgow, Glasgow Rangers…)

### Coupe Reebok
Le jeu est sponsorisé par Reebok, et la coupe Reebok est un tournoi à élimination directe de 16 équipes. Le joueur peut choisir les équipes participantes (toutes les équipes sont éligibles) et une équipe peut apparaître plus d'une fois.
Les équipes classiques sont déverrouillées de cette manière sur la version Xbox 360.

### Licences
Contrairement à FIFA 07, Pro Evolution Soccer 6 ne possède pas toutes les licences des clubs et des pays lui permettant d'utiliser les véritables noms et maillots des équipes. Le jeu dispose d'un mode « Modifier » permettant à chacun de reconstituer son équipe. Cela va du simple changement de nom, en passant par les emblèmes, les logos (pouvant être recréé au pixel près dans un éditeur spécifique), les stades ou carrément les joueurs (visage, physique…)
Afin de répondre aux attentes des joueurs, de nombreux sites et forums ont vu le jour proposant des mises à jour du jeu.

## Versions
La version Xbox 360 dispose de graphismes améliorés mais d'un nombre limité de stades.
La version PC dispose aussi de graphismes améliorés et possède la totalité des stades comme la version PlayStation 2, mais là encore une manette similaire à la DualShock est recommandée pour profiter du jeu.
Les versions portables sont elles aussi très différentes l’une de l’autre. La version PlayStation Portable est très belle graphiquement, mais possède une maniabilité moins aboutie. Tandis que la version Nintendo DS rappelle l’époque des premiers ISS sur PlayStation tant le graphisme est cubique et pixelisé, néanmoins le jeu est intéressant et utilise l’écran tactile de la console, ce qui est une nouveauté pour ce genre de jeux.
Le jeu n’est pas sorti sur PlayStation 3 en raison de sa sortie tardive (fin 2006) le premier opus de la série sera le 2008.